# Mateusz Wróbel
Mateusz Wróbel (ur. 7 marca 1993) – polski piłkarz ręczny, lewy rozgrywający, od 2022 zawodnik Conversano.

## Kariera sportowa
W latach 2011–2016 był graczem Spójni Gdynia, w barwach której występował w sezonie 2011/2012 w II lidze, a przez kolejne cztery lata w I lidze. Trzy razy znalazł się w czołówce klasyfikacji najlepszych strzelców I ligi – w sezonie 2013/2014 zdobył 131 goli w 25 meczach (8. miejsce), w sezonie 2014/2015 rzucił 142 bramki w  26 spotkaniach (5. miejsce), a w sezonie 2015/2016 zdobył 118 goli w 26 meczach (7. miejsce).
W 2016 przeszedł do Wybrzeża Gdańsk. W sezonie 2016/2017, który był jego debiutanckim w Superlidze, wystąpił w 31 meczach i rzucił 78 bramek. W sezonie 2017/2018 rozegrał 34 spotkania, w których zdobył 126 goli. W sezonie 2018/2019 wystąpił w 36 meczach, w których rzucił 131 bramek.
W 2016 zaczął występować w reprezentacji Polski B, m.in. w listopadzie tego roku zagrał w turnieju towarzyskim w Płocku, podczas którego rzucił cztery bramki, a w grudniu wystąpił w towarzyskim dwumeczu z Węgrami B, zdobywając pięć goli. Kolejne występy w kadrze B zaliczył w 2018.
W lipcu 2017 został po raz pierwszy powołany do reprezentacja Polski A przez trenera Piotra Przybeckiego. Zadebiutował w niej 26 października 2017 w przegranym spotkaniu z Francją (15:29). Pierwszego gola w narodowych barwach zdobył 28 grudnia 2017 w wygranym meczu towarzyskim z Bahrajnem (26:18).

## Statystyki
| Spójnia Gdynia                  | 2011/2012 | II liga   | 14  | 44  | 3,1 |
| Spójnia Gdynia                  | 2012/2013 | I liga    | 22  | 92  | 4,2 |
| Spójnia Gdynia                  | 2013/2014 | I liga    | 25  | 131 | 5,2 |
| Spójnia Gdynia                  | 2014/2015 | I liga    | 26  | 142 | 5,5 |
| Spójnia Gdynia                  | 2015/2016 | I liga    | 26  | 118 | 4,5 |
| Spójnia Gdynia                  | Razem     | Razem     | 113 | 527 | 4,7 |
| Wybrzeże Gdańsk                 | 2016/2017 | Superliga | 31  | 78  | 2,5 |
| Wybrzeże Gdańsk                 | 2017/2018 | Superliga | 34  | 126 | 3,7 |
| Wybrzeże Gdańsk                 | 2018/2019 | Superliga | 36  | 131 | 3,6 |
| Wybrzeże Gdańsk                 | Razem     | Razem     | 101 | 335 | 3,3 |
| Stan na koniec sezonu 2018/2019 |           |           |     |     |     |